# René Birkenfeld
René Birkenfeld (* 19. Mai 1983) ist ein ehemaliger deutscher Radrennfahrer. 
Birkenfeld kam vom Mountainbike-Sport und fuhr zunächst ab dem Jahr 2000 Crossrennen um seine Technik zu verbessern. Er wurde 2007 in Auerbach Deutscher Querfeldeinmeister. 2009 wurde er in derselben Disziplin Zweiter. Auf der Straße war er unter anderen 2009 bei zwei Etappen der Oder-Rundfahrt erfolgreich. Nach seiner Sportkarriere arbeitete er bei Derby Cycle in der Entwicklungsabteilung.